# Lanuvia bisulca
Lanuvia bisulca är en insektsart som beskrevs av Chen, Yang och Wilson 1989. Lanuvia bisulca ingår i släktet Lanuvia och familjen vedstritar. Inga underarter finns listade i Catalogue of Life.